# Erövringen av Uleåborg
Erövringen av Uleåborg var en operation under finska inbördeskriget som ägde rum i Uleåborg den 3 februari 1918 och slutade med seger för de vita. Erövringen av Uleåborg var den största operationen i norra Finland under inbördeskriget.

## Stridande
I Uleåborg fanns cirka 1 200 ryska soldater som var inkvarterade i Uleåborgs prickskyttebataljons gamla kasern i Intio. Ryssarna var dock måttligt motiverade för strid och hade hellre hoppats på att kunna återvända till Ryssland. Uleåborgs arbetargarde hade bildats den 15 augusti 1917 och leddes ursprungligen av Hugo Granath. Gardet stod under ledning av arbetarrådet, vars ordförande Yrjö Mäkelin under erövringen befann sig i Helsingfors, varför hans uppgifter övergick till vice ordförande Yrjö Kallinen. Inför erövringen lämnade Granath sin post, varvid befälet över röda gardet övergick till Lennart Lindgren, en veteran från andra boerkriget. Gardets personal var inkvarterad i stadens Folkets hus, järnvägsstationen och brandstationen.
Den vita skyddskåren var betydligt svagare än de röda; den bestod endast av 300 man och leddes av Vilho Nenonen. Därför lät överbefälhavare Gustaf Mannerheim skicka 700 och sedan ytterligare 200 man i förstärkning till Uleåborg.

## Erövringen

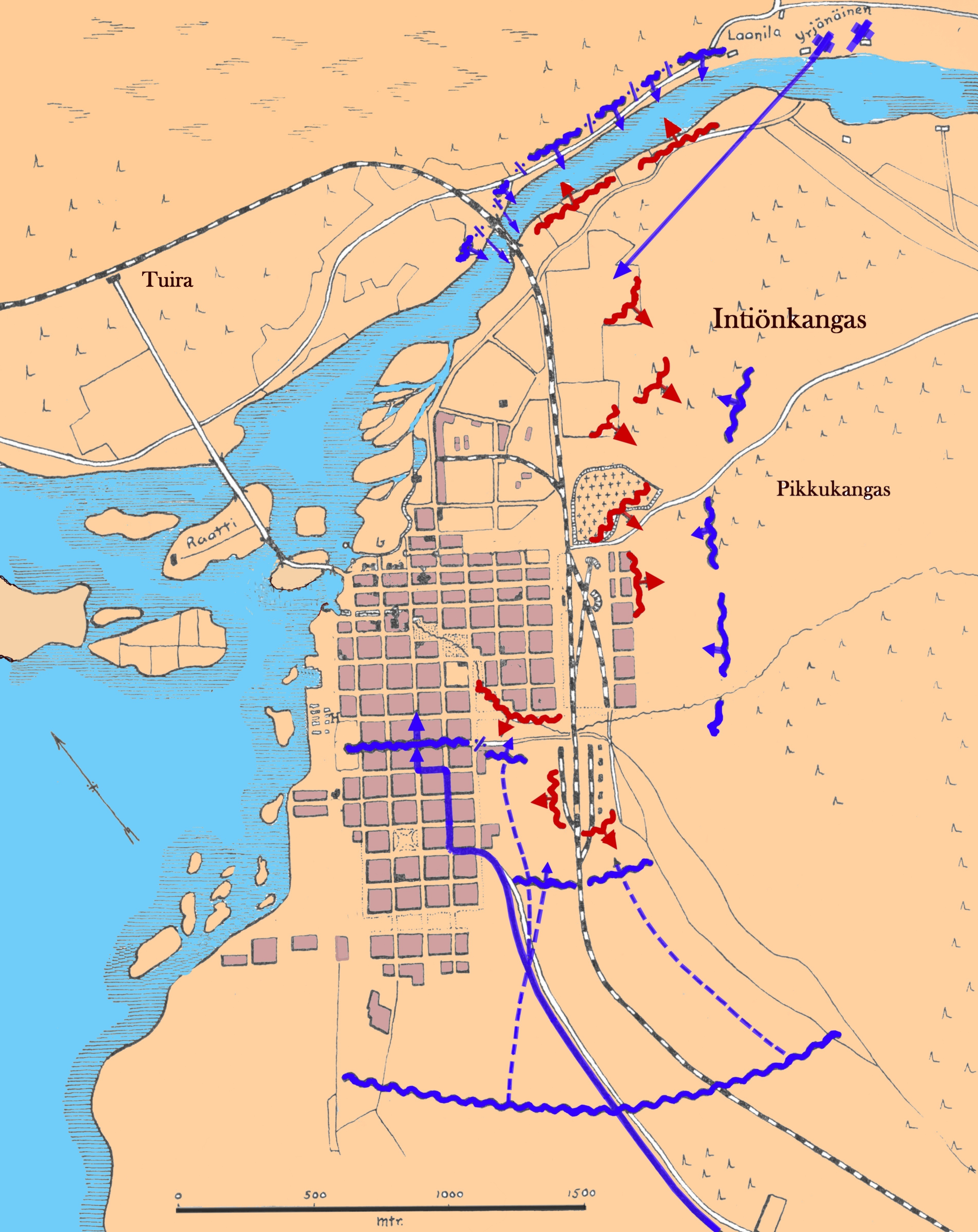
Översiktskarta över erövringen.

När Mannerheim uppmanade hela Österbotten att organisera motstånd mot de röda började skyddskåren i Uleåborg att förbereda en intagning av området kring Uleåborgs domkyrka. Den 30 januari avancerade Limingos skyddskår och vita från Uleåborg under ledning av jägaren Teodor Grünn mot en grupp ryssar som stod i Limingo. Ryssarna kapitulerade utan strid och de vita erövrade ett hundratal gevär och tusentals patroner. Efter segern avancerade de vita mot Uleåborg för att tillintetgöra det ryska motståndet där. På morgonen den 31 januari kapitulerade en av de ryska baserna, men ryssarna och röda gardet i Intiö besköt skyddskåristerna som inte hade kapacitet att gå till anfall. Flera skyddskårister skadades, men fick tillåtelse att retirera. 
Skyddskåren gick i försvarsställning och begärde förstärkningar av Mannerheim. Att transportera trupper till och från Uleåborg var enkelt eftersom järnvägen till Sverige gick genom Uleåborg och överste Alexander Tunzelman von Adlerflug kunde anlända med förstärkningar. När de röda fick kännedom om detta skickad de arbetarrådet med Yrjö Kallinen i spetsen för att möta upp de ankommande trupperna. Samma kväll träffade Kallinen de första vita trupperna i Revolax och han inledde förhandlingar med förtruppernas befälhavare. Efter mötet återvände Kallinen till Uleåborg och samlade röda gardet och ryssarna och återkom till förhandlingar med de vita på eftermiddagen den 1 februari. Överste Tunzelman von Adlerflug upprepade då endast de vitas krav på villkorslös kapitulation.
Därefter organiserades röda gardet i stridsberedskap, men Kallinen som var pacifist hoppades fortfarande att konflikten kunde lösas utan blodsspillan och både han och Hugo Granath trädde åt sidan. I deras ställe övertogs befälet över gardet av Lindgren. Ryssarna tilldelade gardet fler vapen och artilleribeskjutningen mot de vita inleddes på kvällen den 2 februari. Förhoppningen var att de vita skulle slås ut innan Mannerheims förstärkningar hann komma fram. Beskjutningen fortsatte hela natten, men utan framgång för de röda. Under beskjutningen tog lyceet eld och i skydd av röken kunde de vita avancera mot den närbelägna parken där de stod i skydd mot beskjutningen.
På morgonen den 3 februari tvingades de röda fokusera på förstärkningarna som kom längs järnvägen. Förstärkningarna leddes av Mannerheims stabschef ryttmästare Hannes Ignatius, som också förfogade över 2 artilleripjäser och 14 maskingevär. Artilleripjäserna placerades ut på Ule älvs norra strand varifrån de kunde beskjuta de rödas kaserner. Klockan 9 på morgonen inleddes artillerielden som pågick resten av dagen. Röda gardet var då samlat kring kyrkogården, Folkets hus och järnvägsstationen. Skyddskåristerna avancerade på förmiddagen längre in i staden och vid ettiden på eftermiddagen erövrade de kyrkogården, varvid de röda retirerade till kasernområdet. Från kyrkogården fortsatte de vita mot domkyrkans omgivningar. Den intensivaste striden stod om Folkets hus, dit huvuddelen av de röda retirerat. Slutligen omringades byggnaden och de vita sköt maskingevärseld från alla håll. Klockan 15,10 på eftermiddagen tvingades de röda i byggnaden kapitulera.
De röda som fanns kvar i kasernområdet beslöt inleda förhandlingar och på kvällen klockan 23 var röda gardet och ryssarna överens om kapitulation. Sammanlagt tillfångatogs cirka 1 000 ryssar och 500 rödgardister. 2 000 gevär och ett tiotal maskingevär togs som krigsbyte och fångarna internerades i kasernen.

## Efterspel
Erövringen av Uleåborg var viktig i den nordfinska kampanjen och efter erövringen av Torneå var järnvägsnätet till Sverige samt från Österbotten till Lappland under de vitas kontroll. Tillfångatagna ryssar återvände efter kriget till Ryssland och de fängslade rödgardisterna var internerade i tillfälliga fängelser fram till mars månad. Den 19 mars var antalet röda fångar 849, varav 72 var kvinnor. Dessutom räknades de ryska fångarna till 55 personer. I Uleåborgs länsfängelse fanns cirka 100 fångar, i polishuset 24, i kvinnofängelset 54 och i lyceet 639. I mars förlfyttades samtliga fångar till Uleåborgs fångläger. Av 1 103 fångar dog 51 i fånglägret, vilket var lågt i jämförelse med många andra fångläger.
I Uleåborgs statsförbrytardomstol dömdes 6 män till döden: Yrjö Kallinen, Anton Lindgren, Lauri Lehtisalo, Abram Määttä, Veikko Uksila och Antti Laukkanen. Ingen av dessa arkebuserades, istället flyttades de till Sveaborg, där Lindgren tros avlidit den 21 december 1919. Veikko Uksila flyttades sedermera till Villmanstrand, där han dog i fängelset.